# Osvajači olimpijskih odličja u atletici, žene, 4x100 m štafeta
Osvajači olimpijskih medalja u atletici za žene u disciplini 4x100 m štafeta prikazani su u sljedećoj tablici:
| Olimpijske igre     | Zlato                                                                                             | Srebro                                                                             | Bronca                                                                                       |
| ------------------- | ------------------------------------------------------------------------------------------------- | ---------------------------------------------------------------------------------- | -------------------------------------------------------------------------------------------- |
| Amsterdam 1928.     | CAN 48.4 sFanny Rosenfeld Ethel Smith Florence Bell Myrtle Cook                                   | USA 48.8 sMary Washburn Jessie Cross Loretta McNeil Betty Robinson                 | GER 49.0 sRosa Kellner Helene Schmidt Anni Holdmann Helene Junker                            |
| Los Angeles 1932.   | USA 47.0 sMary Carew Evelyn Furtsch Annette Rogers Wilhelmina von Bremen                          | CAN 47.0 sMildred Frizzel Lilian Palmer Mary Frizzel Hilda Strike                  | GBR 47.6 sEileen Hiscock Gwendoline Porter Violet Webb Nellie Halstead                       |
| Berlin 1936.        | USA 46.9 sHarriet Bland Annette Rogers Betty Robinson Helen Stephens                              | GBR 47.6 sEileen Hiscock Violet Olney Audrey Brown Barbara Burke                   | CAN 47.8 sDorothy Brookshaw Mildred Dolson Hilda Cameron Aileen Meagher                      |
| London 1948.        | NED 47.5 sXenia Stad-de Jong Netty Witziers-Timmer Gerda van der Kade-Koudijs Fanny Blankers-Koen | AUS 47.6 sShirley Strickland June Maston Elizabeth McKinnon Joyce King             | CAN 47.8 sViola Myers Nancy MacKay Diane Foster Patricia Jones                               |
| Helsinki 1952.      | USA 45.9 sMae Faggs Barbara Jones Janet Moreau Catherine Hardy                                    | FRG 45.9 sUrsula Knab Maria Sander Helga Klein Marga Petersen                      | GBR 46.2 sSylvia Cheeseman June Foulds Jean Desforges Heather Armitage                       |
| Melbourne 1956.     | AUS 44.5 sShirley Strickland Norma Croker Fleur Mellor Betty Cuthbert                             | GBR 44.7 sAnne Pashley Jean Scrivens June Foulds Heather Armitage                  | USA 44.9 sMae Faggs Margaret Matthews Wilma Rudolph Isabelle Daniels                         |
| Rim 1960.           | USA 44.5 sMartha Hudson Lucinda Williams Barbara Jones Wilma Rudolph                              | EUA 44.8 sMartha Langbein Annie Biechl Brunhilde Hendrix Jutta Heine               | POL 45.0 sTeresa Wieczorek Barbara Janiszewska Celina Jesionowska Halina Górecka             |
| Tokio 1964.         | POL 43.6 sTeresa Ciepły Irena Kirszenstein Halina Górecka Ewa Kłobukowska                         | USA 43.9 sWillye White Wyomia Tyus Marilyn White Edith McGuire                     | GBR 44.0 sJanet Simpson Mary Rand Daphne Arden Dorothy Hyman                                 |
| Ciudad Mexico 1968. | USA 42.8 sBarbara Ferrell Margaret Bailes Mildrette Netter Wyomia Tyus                            | CUB 43.3 sMarlene Elejarde Fulgencia Romay Violetta Quesada Miguelina Cobián       | URS 43.4 sLjudmila Žarkova-Maslakova Galina Bukarina Vera Popkova Ljudmila Samotisova        |
| München 1972.       | FRG 42.81 s Christiane Krause Ingrid Mickler-Becker Annegret RichterHeide Rosendahl               | GDR 42.95 sEvelyn Kaufer Christina Heinich Barbel Struppert Renate Stecher         | CUB 43.36 sMarlene Elejarde Carmen Valdes Fulgencia Romay Silvia Chibás                      |
| Montreal 1976.      | GDR 42.55 sMarlies Oelsner Renate Stecher Carla Bodendorf Bärbel Eckert                           | FRG 42.59 sElvira Possekel Inge Helten Annegret Richter Annegret Kroniger          | URS 43.09 sTatjana Proročenko Ljudmila Žarkova-Maslakova Nadežda Besfamilnaja Vera Anisimova |
| Moskva 1980.        | GDR 41.60 sRomy Müller Bärbel Wöckel Ingrid Auerswald Marlies Göhr                                | URS 42.10 sVera Komisova Ljudmila Žarkova-Maslakova Vera Anisimova Natalija Bočina | GBR 42.43 sHeather Hunte Kathy Cook Beverley Goddard Sonia Lannaman                          |
| Los Angeles 1984.   | USA 41.65 sAlice Brown Jeanette Bolden Chandra Cheeseborough Evelyn Ashford                       | CAN 42.77 sAngela Bailey Marita Payne Angella Taylor France Gareau                 | GBR 43.11 sSimone Jacobs Kathy Cook Beverley Callander Heather Oakes                         |
| Seul 1988.          | USA 41.98 sAlice Brown Sheila Echols Florence Griffith Joyner Evelyn Ashford                      | GDR 42.09 sSilke Möller Kerstin Behrendt Ingrid Auerswald Marlies Göhr             | URS 42.75 sLjudmila Kondratjeva Galina Malčugina Marina Žirova Natalija Pomoščnikova         |
| Barcelona 1992.     | USA 42.11 sEvelyn Ashford Esther Jones Carlette Guidry Gwen Torrence                              | EUN 42.16 sOlga Bogoslovskaja Galina Malčugina Marina Trandenkova Irina Privalova  | NGR 42.81 sBeatrice Utondu Faith Idehen Christy Opara Thompson Mary Onyali                   |
| Atlanta 1996.       | USA 41.95 sGail Devers Inger Miller Chryste Gaines Gwen Torrence                                  | BAH 42.14 sEldece Clarke Chandra Sturrup Sevatheda Fynes Pauline Davis             | JAM 42.24 sMichelle Freeman Juliet Cuthbert Nikole Mitchell Merlene Ottey                    |
| Sydney 2000.        | BAH 41.95 sSevatheda Fynes Chandra Sturrup Pauline Davis Debbie Ferguson                          | JAM 42.13 sTayna Lawrence Veronica Campbell Beverly McDonald Merlene Ottey         | USA 42.20 sChryste Gaines Torri Edwards Nanceen Perry Marion Jones                           |
| Atena 2004.         | JAM 41.73 sTayna Lawrence Sherone Simpson Aleen Bailey Veronica Campbell                          | RUS 42.27 sOlga Fjodorova Julija Tabakova Irina Kabarova Larisa Krugljova          | FRA 42.54 sVeronique Mang Muriel Hurtis Sylviane Felix Christine Arron                       |